# Persephona crinita
Persephona crinita är en kräftdjursart som beskrevs av M. J. Rathbun 1931. Persephona crinita ingår i släktet Persephona och familjen Leucosiidae. Inga underarter finns listade i Catalogue of Life.